# 니콜라이 수질롭스키

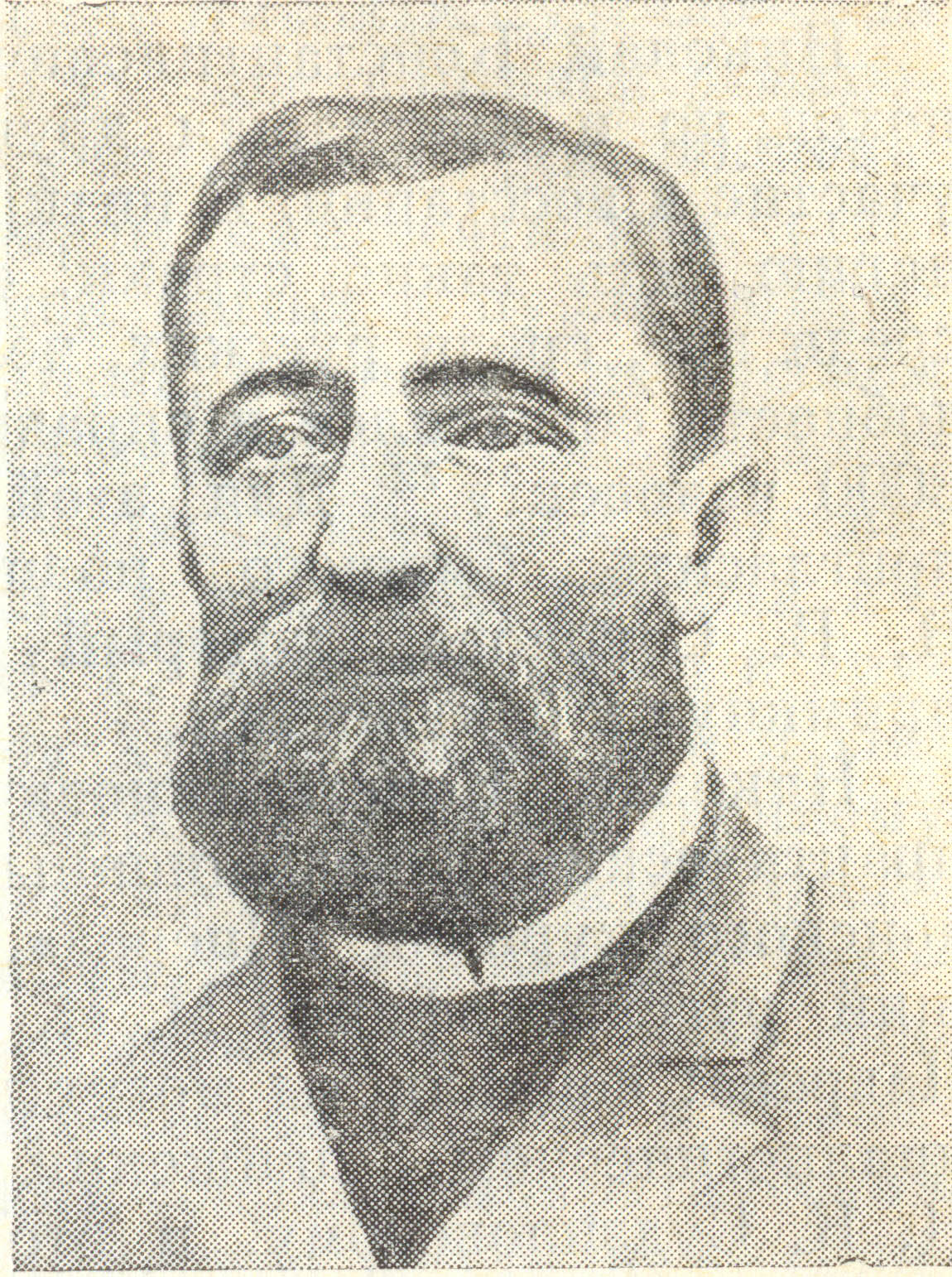
니콜라이 수질롭스키

니콜라이 콘스탄티노비치 수질롭스키(러시아어: Николай Константинович Судзиловский, 벨라루스어: Мікалай Канстанцінавіч Судзілоўскі 미칼라이 칸스탄치나비치 수질로우스키, 1850년 12월 15일 ~ 1930년 4월 30일)는 니컬러스 러셀(Nicholas Russel)로도 알려진 러시아 혁명가이다.

## 개요
수질롭스키는 러시아 제국의 지배를 받고 있던 벨라루스 마힐료우에서 슐라흐타 가문으로 태어났다. 국립 상트페테르부르크 대학교 법학과에 입학했으나 다음해에 중퇴하고 키예프 대학교 의학과에 입학했지만 졸업은 하지 않았다. 그는 좌익 학생 조직 키예프 코뮌(Kiev commune)의 주요 조직가로 정치활동을 시작했다. 미콜라이우 교도소에서 의료 보조원으로 일하며 수감자의 대량탈출을 시도했으나 실패했고 1875년 러시아를 탈출했다.
수질롭스키는 런던으로 망명하여 카를 마르크스를 만났고 혁명의 최전선인 루마니아로 이동한다. 1876년 니콜라스 루셸이라는 가명으로 오스만 제국에 대항한 불가리아 4월 봉기에 참가했다. 1877년에 부쿠레슈티 대학교 의대를 졸업했다. 루셸은 루마니아 사회주의 운동의 조직가로 사회주의자 신문을 발간하거나 러시아-튀르크 전쟁 (1877년-1878년)중 선전전을 수행하다가 루마니아에서 추방되었다.
1877년 수질롭스키는 샌프란시스코를 거쳐 하와이주로 이주했다. 1892년에는 하와이에서 Home Rule Party를 세워 하와이의 미 연방 가입 반대운동을 했다. 1900년에는 카우카 루키니(Kauka Lukini)라는 가명으로 하와이 상원의원이 되었고 초대 상원의장으로 선출되었다.
러일 전쟁 기간에 수질롭스키는 일본 내 러시아 전쟁 포로들에게 사회주의 선전을 진행했다. 당시 많은 러시아 혁명가들은 러시아가 패하기를 원했다. 러시아 외무장관의 요구로 그는 미국 시민권이 박탈되었고 수질롭스키는 만년을 필리핀과 중국에서 보냈다. 톈진에서 사망했다. 그는 의학, 사회학 관련 여러 책을 썼으며 미국 유전학회의 회원이기도 했다.

## 같이 보기
- 와다 하루키